# Yannick Maden
Yannick Maden (* 28. Oktober 1989 in Stuttgart) ist ein deutscher Tennisspieler.

## Persönliches
Yannick Maden spielte kaum Turniere auf der Junioren-Tour. Von 2009 bis 2013 studierte er, genau wie sein Bruder Dominique, der ebenfalls eine Karriere als Tennisprofi verfolgt, an der Clemson University im Bundesstaat South Carolina. Dort spielte er für die College-Tennismannschaft der Tigers in der Atlantic Coast Conference. Er schloss sein Studium des Financial Management 2013 mit einem Bachelor ab.
2014 beschloss er, sich fortan ganz auf seine Tenniskarriere zu konzentrieren.

## Karriere
Bereits 2007 gelang Maden, sich erstmals in der Tennisweltrangliste zu platzieren. Es dauerte jedoch bis 2013, dass er bei einem Future-Turnier ein Finale erreichte. Bis Anfang 2016 gewann er auf der Future Tour zwei Titel im Einzel sowie drei Titel im Doppel. Darüber hinaus erreichte er drei Einzelfinals.
2016 war sein bislang erfolgreichstes Jahr. Neben vier Future-Titeln erreichte er fünf Finals, wodurch er auch vermehrt an Turnieren der ATP Challenger Tour teilnehmen konnte. Dort kam er jedoch selten über die erste Runde hinaus. Sein erstes Match auf der ATP World Tour spielte er in Antwerpen bei den European Open gegen Gilles Simon, gegen den er 3:6, 2:6 verlor. Er kämpfte sich dabei zuvor durch die Qualifikation, wo er mit Vincent Millot und Kimmer Coppejans erstmals Top-200-Spieler besiegen konnte. In der Rangliste erreichte er dadurch im November desselben Jahres mit Rang 266 seine bislang beste Position.
Im Jahr 2019 scheiterte Maden zunächst in der ersten Qualifikationsrunde für die Australian Open. In den folgenden Monaten trat er vorrangig auf der Challenger Tour auf und erreichte dabei im März zwei Finals, die er jedoch beide verlor. Während er sich in Drummondville Ričardas Berankis geschlagen geben musste, verlor er in Lille gegen Grégoire Barrère, sodass er nach bisher insgesamt sechs Finalteilnahmen noch keinen Sieg auf diesem Niveau vorweisen kann. Am 10. Juni 2019 wurde Maden erstmals in der Top 100 der Weltrangliste geführt.
In der Bundesliga spielt Maden für den TEC Waldau, mit dem er 2014 in die 2. Bundesliga aufstieg, jedoch im Folgejahr wieder abstieg. Set 2022 spielt er mit der Mannschaft des TC Bredeney in der 1. Bundesliga, mit der er 2023 Deutscher Meister wurde.